# Каналу (Міссурі)
Каналу (англ. Canalou) — місто (англ. city) в США, в окрузі Нью-Мадрид штату Міссурі. Населення — 158 осіб (2020).

## Географія
Каналу розташований за координатами 36°45′14″ пн. ш. 89°41′11″ зх. д. / 36.75389° пн. ш. 89.68639° зх. д. (36.754019, -89.686506).  За даними Бюро перепису населення США в 2010 році місто мало площу 0,52 км², уся площа — суходіл.

## Демографія
Згідно з переписом 2010 року, у місті мешкало 338 осіб у 114 домогосподарствах у складі 77 родин. Густота населення становила 648 осіб/км².  Було 121 помешкання (232/км²).
Расовий склад населення:
| - 96,2 % — білих - 1,2 % — чорних або афроамериканців - 0,9 % — корінних американців |

До двох чи більше рас належало 1,8 %. Частка іспаномовних становила 0,6 % від усіх жителів.
За віковим діапазоном населення розподілялося таким чином: 31,4 % — особи молодші 18 років, 60,6 % — особи у віці 18—64 років, 8,0 % — особи у віці 65 років та старші. Медіана віку мешканця становила 32,0 року. На 100 осіб жіночої статі у місті припадало 104,8 чоловіків;  на 100 жінок у віці від 18 років та старших — 100,0 чоловіків також старших 18 років.
Середній дохід на одне домашнє господарство  становив 43 423 долари США (медіана — 37 083), а середній дохід на одну сім'ю — 46 536 доларів (медіана — 53 333). За межею бідності перебувало 24,8 % осіб, у тому числі 23,0 % дітей у віці до 18 років та 8,6 % осіб у віці 65 років та старших.
Цивільне працевлаштоване населення становило 96 осіб. Основні галузі зайнятості: виробництво — 25,0 %, роздрібна торгівля — 17,7 %, транспорт — 10,4 %, освіта, охорона здоров'я та соціальна допомога — 10,4 %.